# 兰波雷基奥
兰波雷基奥（義大利語：Lamporecchio），是意大利皮斯托亚省的一个市镇。总面积22.17平方公里，人口7711人，人口密度347.8人/平方公里（2009年）。ISTAT代码为047005。